# Мадам Кюрі (фільм, 1943)
Мадам Кюрі (англ. Madame Curie) — американський біографічний фільм, мелодрама режисера Мервіна Лероя 1943 року з Грір Гарсон в головній ролі. За однойменною книгою Ев Кюрі.

## Сюжет
Всупереч собі, видатний фізик і визнаний холостяк П'єр Кюрі закохується в талановиту студентку Марію. Вони одружуються і разом починають роботу над вивченням явища, згодом названого «радіоактивністю». Фільм — біографічна історія їхнього життя.

## У ролях
- Грір Гарсон — Марія Кюрі
- Волтер Піджон — П'єр Кюрі
- Генрі Треверс — Євген Кюрі
- Альберт Бассерман — професор Жан Перо
- Роберт Вокер — Девід Ле Грос
- С. Обрі Сміт — лорд Кельвін
- Мей Вітті — дружина Євгена Кюрі
- Віктор Франсен — президент університету
- Ельза Бассерман — мадам Перо
- Реджинальд Оуен — доктор Беккерель
- Ван Джонсон — репортер
- Маргарет О'Браєн — Ірен Кюрі у 5 років